# Pfropfcopolymerisation
Bei der Pfropfcopolymerisation handelt es sich um eine Technik zur Darstellung von Polymeren, deren Hauptkette Ausgangspunkt für weitere Ketten eines anderen Monomertyps bildet. So entsteht ein Copolymer, an dessen Hauptkette sich kammartig Ketten eines weiteren Monomertyps anschließen. Damit besteht eine weitere Möglichkeit, Kunststoffe mit neuen definierten Eigenschaften zu entwickeln.

Schematische Darstellung eines Pfropfcopolymers:
- Hauptkette = Gerüstpolymer = orange
- aufgepfropftes Polymer (blau)

## Synthese
Es werden im Wesentlichen drei Verfahren angewandt:
- 1. „grafting to“: Eine bereits wachsende Kette addiert sich an das Rückgrat einer bereits bestehenden
- 2. „grafting from“: Ausgehend von einem bereits bestehenden Polymer beginnt das Wachstum einer weiteren Kette
- 3. via Makromonomere, also durch die Zusammenführung bereits vorhandener Polymerketten

## Grafting To
Bei dem am häufigsten angewendeten Verfahren wird ein bereits bestehendes Polymer Gammastrahlung ausgesetzt, diese erzeugt entlang des Rückgrates freie radikalische Stellen, die dann den Ausgangspunkt für eine weitere radikalische Polymerisation bilden können.
Auf diese Weise wird beispielsweise der sehr schlagzähe Gummi HIPS („high-impact“-Polystyrol) durch Polymerisation von Styrol auf eine Polybutadienkette hergestellt.
Bei einem weiteren Verfahren wird ein bereits bestehendes Polymer und das zu addierende Monomer in einem unpolaren Lösungsmittel (z. B. Dichlormethan) gelöst und mit einer Lewis-Säure (Coinitiator) versetzt. Die Lewis-Säure entzieht nun dem Polymer an mehreren Stellen Elektronen. Die dabei entstehenden positiv geladenen Stellen stellen dann den Ausgangspunkt für die kationische Polymerisation mit dem Monomer dar.

## Grafting From
Diese Technik setzt an der Hauptkette bereits vorhandene Stellen auf, die durch eine wachsende Kette angegriffen werden können. Bei einer anionisch erfolgenden Polymerisation können dies beispielsweise elektrophile Gruppen, wie durch Phosgen eingebrachte Carbonyl- oder auch Nitrilgruppen sein.

## Via Makromonomere
Bei diesem Verfahren wird ein bereits bestehendes Polymer nachträglich entlang der Seitenkette funktionalisiert. Ein Beispiel ist die Umsetzung eines Polymers mit OH-Gruppen entlang des Rückgrates, die sich mit Polymeren mit endständigen Carbonsäurechloridgruppen zu den jeweiligen Estern umsetzen lassen. Ein Vorteil ist, dass im Gegensatz zu den beiden vorgenannten Verfahren, sowohl die Angriffspunkte für die neu wachsenden Ketten, als auch die Länge der Seitenketten besser im Vorfeld definiert werden können. Der Abstand zweier Seitenketten wird auch als „Spacer“ bezeichnet. Nachteil ist der technisch und finanziell höhere Aufwand. Auf diese Weise lassen sich beispielsweise auch Kammpolymere herstellen.
Die Pfropfpolymerisation unterliegt den gleichen Gesetzmäßigkeiten wie die Copolymerisation.